# Peščenik (Chorwacja)
Peščenik – wieś w Chorwacji, w żupanii kopriwnicko-kriżewczyńskiej, w gminie Sokolovac. W 2011 roku liczyła 79 mieszkańców.